# Api (divinitat)
Api o Àpia (en llatí: Api o Apia, en grec antic: Απι o Απια) era una deessa dels escites, esposa de Papeu (assimilat al Zeus grec) que personificava el poder de la terra i de l'aigua. Representava el poder de fecundació i fertilitat de la natura. Heròdot la va assimilar a la deessa Gea.
Es pot establir una connexió entre Api i la figura cosmològica Anahita una divinitat indoirànica de l'aigua i de la terra, associada amb la fertilitat, la sanació i la saviesa. Api també era semblant a la deessa de la Terra del zoroastrisme Spenta Armaiti, un dels Ameixa Spenta ('Sants immortals') que acompanyen Ahura Mazda.
Api i Papeu existeixen des d'un principi, junts en una unitat inseparable. La seva unió representa la unió dels principis oposats: dalt i baix, masculí i femení, calor i humitat, i reflecteix la tradició indoirànica del matrimoni entre el Cel i la Terra com a inici de la creació del món. La unió d'Api i Papeu va donar lloc al «món mitjà», la part del cosmos on vivia la humanitat i tots els éssers físics. De la unió d'Api i Papeu també van néixer els déus del tercer rang del panteó escita, que estaven associats al «món mitjà». Aquest procés va crear un univers ordenat format per tres zones, una de còsmica, una de central i una de ctònica, situades una damunt l'altra.
Com a deessa primordial que va donar a llum als primers habitants del món, Api es va mantenir al marge dels afers mundans i no va interferir amb ells després de la creació i de l'establiment de l'ordre necessari.
El culte d'Api per part dels pobles escites està testimoniat per la menció que en fa Estrabó quan diu que els Derbices adoraven la «Mare Terra».